# Jannis Noya Makrigiannis
Jannis Noya Makrigiannis (født 3. januar 1983, død 30. december 2022
) var en halvt græsk, kvart dansk, kvart indonesisk musiker, som var medlem af folk/rock/pop-bandet Choir of Young Believers, hvor han var både forsanger og guitarist. Han var tidligere medlem af bandet Lake Placid.
Bandet spillede på Roskilde Festival i 2008 og 2016, hvor de fik gode anmeldelser.
Efter en turbulent periode fra 2013, hvor bandet blev opløst og senere gendannet med nye medlemmer, vendte Choir of Young Believers i 2016 tilbage med en ny, eksperimenterende lyd.

## Diskografi
- 2022: Holy Smoke
- 2016: Grasque
- 2012: Rhine Gold
- 2008: This Is For The White In Your Eyes
- 2007: Burn the Flag (EP)